# Касилов (Аляска)
Касилов (англ. Kasilof) — статистически обособленная местность в боро Кенай, штат Аляска, США.
Касилов находится на восточной стороне залива Кука на полуострове Кенай. Здесь протекает река Касилоф. На расстоянии 19 км по Sterling Highway расположен Кенай.
По данным бюро переписи США поселение имеет общую площадь 27 км² из которых водные поверхности 0,52 км².
Имеется аэропорт, его код ФАА — 5KS.

## История
В 1786 году русские рабочие компании Павла Сергеевича Лебедева-Ласточкина построили на месте современного Касилова артель для рыбного промысла. Хотя поселение развивалось, оно никогда не играло важную роль среди русских колоний. Рядом располагалось сельскохозяйственное поселение племени танаина. Когда появилась монополия российско американской компании на торговлю мехом в Аляске, компания Лебедева-Ласточкина была ликвидирована. В 1880-х поселение стало известным под именем Касилова из-за реки Касилоф, на которой оно расположено. Археологические исследования 1937 года обнаружили 31 хорошо сохранившуюся постройку поселения.

## Население
По данным переписи 2010 года население Касилова составляло 549 человек (из них 53,2 % мужчин и 46,8 % женщин), в местности было 232 домашних хозяйств и 156 семей. Расовый состав: белые — 87,8 %, афроамериканцы — 0,2 %, коренные американцы — 4,2 %, азиаты — 0,5 % и представители двух и более рас — 6,2 %. Согласно оценочной переписи 2014 года население Касилова составило 396 человек, причём 53 из них имели американское происхождение, 68 человек — немецкое происхождение, 11 — шведское, 38 — ирландское.
Из 232 домашних хозяйств 56,0 % представляли собой совместно проживающие супружеские пары (19,0 % с детьми младше 18 лет), в 6,0 % семей женщины проживали без мужей, в 5,2 % семей мужчины проживали без жён, 32,8 % не имели семьи. В среднем домашнее хозяйство ведут 2,37 человек, а средний размер семьи — 2,88 человека.
Население местности по возрастному диапазону по данным переписи 2010 года распределилось следующим образом: 21,1 % — жители младше 18 лет, 4,2 % — между 18 и 21 годами, 61,8 % — от 21 до 65 лет и 12,9 % — в возрасте 65 лет и старше. Средний возраст населения — 44,5 года. На каждые 100 женщин в Касилове приходилось 113,6 мужчин, при этом на 100 совершеннолетних женщин приходилось уже 117,6 мужчин сопоставимого возраста.
В 2010 году из 286 трудоспособных жителей старше 16 лет имели работу 179 человек. При этом мужчины имели медианный доход в 83 214 долларов США в год против 33 625 долларов среднегодового дохода у женщин. Медианный доход на семью оценивался в 84 286 $, на домашнее хозяйство — в 49 659 $. Доход на душу населения — 40 307 $.